# Pedrógão Pequeno
Pedrógão Pequeno ist eine Gemeinde (Freguesia) im portugiesischen Kreis Sertã. In ihr leben 706 Einwohner (Stand 19. April 2021).

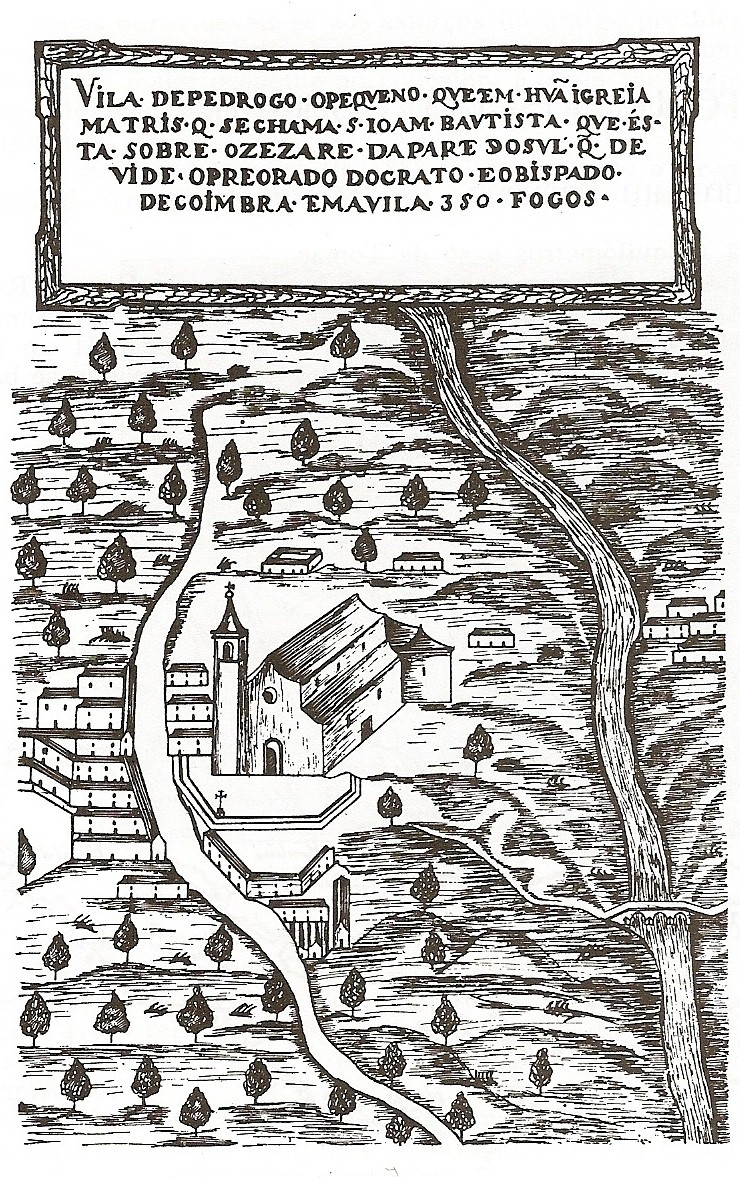
Pedrógão Pequeno im Jahr 1618

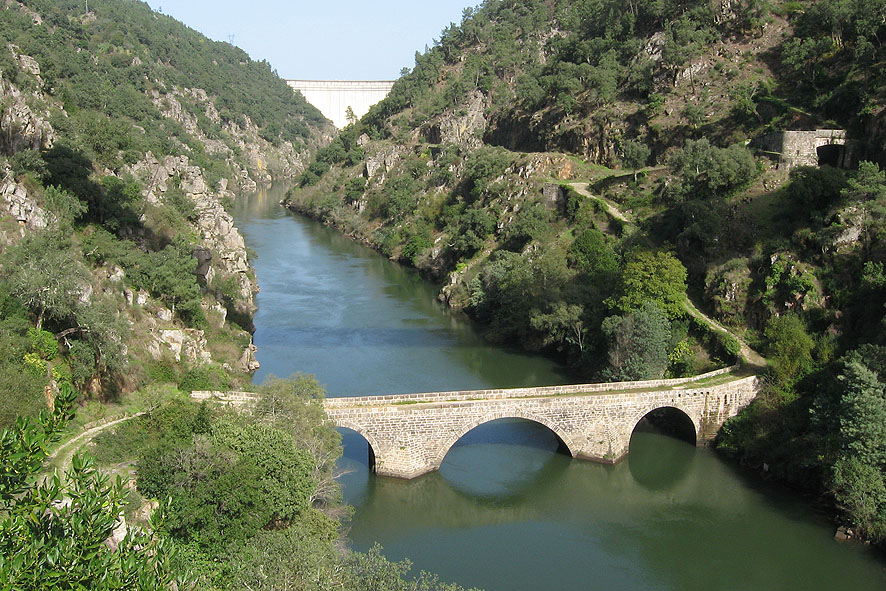
Die Brücke Ponte Filipina am Stausee

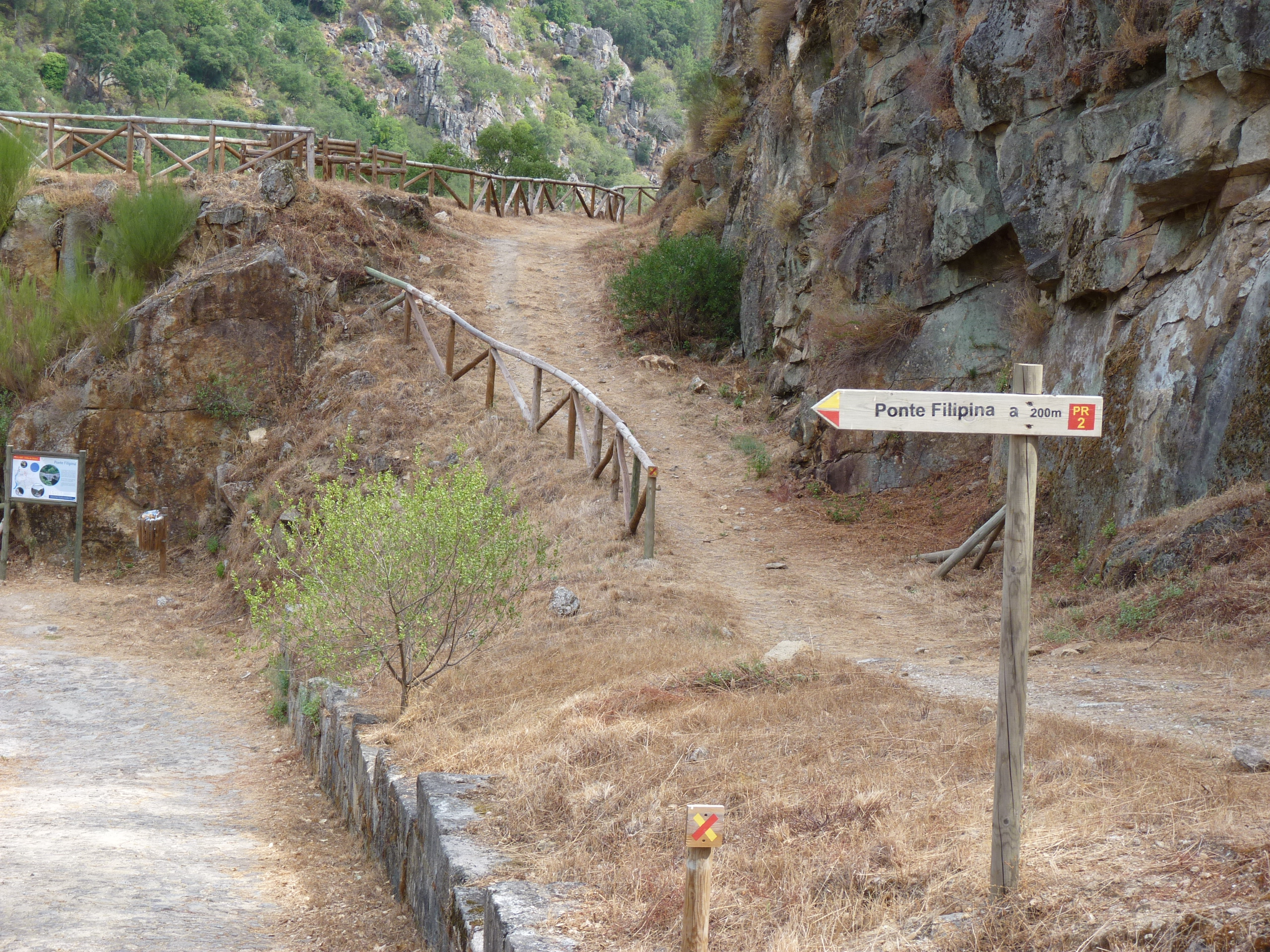
Wanderwege bei Pedrógão Pequeno

## Geografie
Der Ort liegt am Rio Zêzere, an der Südspitze des Stausees Barragem do Cabril. Er ist etwa 15 km nördlich von der Kreisstadt Sertã, und etwa 60 km westlich von der Distrikthauptstadt Castelo Branco entfernt.

## Geschichte
Nach Meinung einiger Historiker wurde der Ort von einem römischen Konsul 150 v. Chr. gegründet, am 4. August 718 von den Mauren erobert und erst 1216 endgültig von ihnen zurückerobert. Jedoch führen sie keine gesicherten Dokumente an, und zumindest das Rückeroberungsdatum widerspricht der etablierten Geschichtsschreibung.
Ab 1165 gehörte der Ort dem Templerorden. Erste Stadtrechte erhielt er 1448, die König D. Manuel I. 1513 bestätigte. Pedrógão Pequeno war ein eigenständiger Kreis bis 1830. Bis 1837 gehörte es zum Kreis von Oleiros, um seither Sertã zugeordnet zu sein.

## Kultur und Sehenswürdigkeiten
Der Ort gehört zu den traditionellen Schieferdörfern, den Aldeias do Xisto. Wanderwege durchziehen das Gemeindegebiet. Wassersportmöglichkeiten bietet insbesondere der nahe Stausee Barragem do Cabril.
Unter den Baudenkmälern der Gemeinde ist eine römische Brücke, das von 1950 bis 1956 erbaute Wasserkraftwerk, und die Gemeindekirche Igreja Paroquial de Pedrógão Pequeno (auch Igreja de São João Baptista), neben weiteren Sakralbauten.